# Малиновка (Голишмановський міський округ)
Мали́новка (рос. Малиновка) — присілок у складі Голишмановського міського округу Тюменської області, Росія.
Населення — 76 осіб (2010, 93 у 2002).
Національний склад станом на 2002 рік:
- росіяни — 100 %